# Rhysodesmus potosianus
Rhysodesmus potosianus är en mångfotingart som beskrevs av Chamberlin 1942. Rhysodesmus potosianus ingår i släktet Rhysodesmus och familjen Xystodesmidae. Inga underarter finns listade i Catalogue of Life.